# Předseda Knesetu
Předseda Knesetu (hebrejsky יושב ראש הכנסת‎, jošev roš ha-Kneset) je předseda izraelského parlamentu. V případě, že by izraelský prezident nebyl schopen vykonávat svou funkci, jej může předseda Knesetu dočasně zastupovat. Od prosince 2022 je předsedou Amir Ochana ze strany Likud.
Do dnešní doby (2013) nastal pouze jediný případ, kdy by předsedou Knesetu nebyl zástupce nejsilnější vládnoucí strany, a tím byl Nachum Nir ze strany Achdut ha-avoda. Došlo však ke dvěma případům (Avraham Burg za Jeden Izrael a Re'uven Rivlin za Likud), kdy strana předsedy Knesetu ztratila své vládnoucí postavení během funkčního období parlamentu.

## Popis
Kneset popisuje funkci svého předsedy následovně:
Předseda Knesetu je volen plénem, stejně jako jeho zástupci. Předseda řídí procedury Knesetu, reprezentuje jej navenek, zachovává jeho důstojnost, slušnost jeho zasedání a dodržování jeho jednacího řádu. Předseda, nebo některý z jeho zástupců, předsedá zasedání pléna, řídí jej, nechává hlasovat o usnesení a rozhoduje o výsledcích těchto hlasování, stejně jako hlasování při volbách do různých státních pozic, za než je plénum zodpovědné. V nepřítomnosti prezidenta státu jej předseda zastupuje. Předseda a místopředseda společně tvoří prezidium Knesetu, které schvaluje předložení soukromých účtů poslanců a naléhavost návrhů k projednání.

## Seznam
Barva pozadí tabulky označuje z jaké části politického spektra předseda Knesetu, v době svého úřadu, pocházel.
| #  | jméno               | strana          | funkční období | Kneset     |
| -- | ------------------- | --------------- | -------------- | ---------- |
| 1  | Josef Šprincak      | Mapaj           | 1949–1959      | 1., 2., 3. |
| 2  | Nachum Nir          | Achdut ha-avoda | 1959           | 3.         |
| 3  | Kadiš Luz           | Mapaj, Ma'arach | 1959–1969      | 4., 5., 6. |
| 4  | Re'uven Barkat      | Ma'arach        | 1969–1972      | 7.         |
| 5  | Jisra'el Ješa'jahu  | Ma'arach        | 1972–1977      | 7., 8.     |
| 6  | Jicchak Šamir       | Likud           | 1977–1980      | 9.         |
| 7  | Jicchak Berman      | Likud           | 1980–1981      | 9.         |
| 8  | Menachem Savidor    | Likud           | 1981–1984      | 10.        |
| 9  | Šlomo Hilel         | Ma'arach        | 1984–1988      | 11.        |
| 10 | Dov Šilansky        | Likud           | 1988–1992      | 12.        |
| 11 | Szewach Weiss       | Strana práce    | 1992–1996      | 13.        |
| 12 | Dan Tichon          | Likud           | 1996–1999      | 14.        |
| 13 | Avraham Burg        | Jeden Izrael    | 1999–2003      | 15.        |
| 14 | Re'uven Rivlin      | Likud           | 2003–2006      | 16.        |
| 15 | Dalia Icik          | Kadima          | 2006–2009      | 17.        |
| 16 | Re'uven Rivlin      | Likud           | 2009–2013      | 18.        |
| 17 | Juli-Joel Edelstein | Likud           | 2013–2020      | 19.–22.    |
| 18 | Binjamin Ganc       | Kachol lavan    | 2020           | 23.        |
| 19 | Jariv Levin         | Likud           | 2020–2021      | 23.        |
| 20 | Mickey Levy         | Ješ atid        | 2021–2022      | 24.        |
| 21 | Jariv Levin         | Likud           | 2022           | 25.        |
| 22 | Amir Ochana         | Likud           | od 2022        | 25.        |